# 梁孫旭
梁孫旭（葡萄牙語：Leong Sun Iok，1977年9月7日—）是澳門工會界人物、政治人物，現任澳門特別行政區立法會直選議員，曾任博彩業職工之家會長，現為澳門工會聯合總會副理事長， 聚賢同心協會理事長。長期關注博彩業從業員權益、公共交通、青年就業及住房政策等議題，並積極參與勞工保障與民生政策的推動工作。

## 經歷
梁孫旭早年畢業於暨南大学會計系，後取得澳門科技大學旅遊管理碩士學位。2004年起加入澳門工會聯合總會，並擔任博彩業職工之家會長，長期推動博彩從業員權益保障、休假制度優化及禁煙政策等措施。他亦積極參與職業技能認證制度的倡議工作。
2017年，梁孫旭以工會界背景參選澳門立法會，成功當選為第六屆直選議員，並於2021年連任。任內多次就博彩衛星場就業保障、公共交通設施規劃、青年創業支援、勞動合同保障等議題提出質詢與建議。
在工會系統內，他現任澳門工會聯合總會副理事長，並持續透過基層接觸和立法會平台，推動本地就業、產業多元與民生政策發展。